# Channichthys rugosus
Channichthys rugosus es una especie de pez con aletas radiadas del género Channichthys, de la familia Channichthyidae, orden Perciformes. Fue publicada por Regan en 1913.

## Descripción
Mide 3,0 cm de longitud estándar.

## Distribución
Se distribuye por el océano Austral: islas Kerguelen.